# Patrick Watson (musicien)
Pour les articles homonymes, voir Patrick Watson et Watson.
Patrick Watson, né le 8 octobre 1979 à Lancaster, en Californie, est un auteur-compositeur-interprète québécois.
Ce nom désigne aussi le groupe de Watson, anciennement appelé « Patrick Watson and the Wooden Arms », composé à ses débuts de Patrick Watson (chant, clavier), Simon Angell (guitare), Mishka Stein (basse) et Robbie Kuster (batterie, percussions) et dont la musique mêle cabaret pop et musique classique à du rock indépendant, dans la lignée de Rufus Wainwright, Andrew Bird, Nick Drake, Jeff Buckley ou encore Pink Floyd.
Fondé en 2002, le groupe compose un premier album autopublié en 2003, Just Another Ordinary Day, avant de participer à la création du label Secret City Records, sous lequel ils signent tous leurs albums suivants : Close to Paradise (2006), avec lequel ils accèdent à une notoriété internationale, puis Wooden Arms (2009), Adventures In Your Own Backyard (2012), Love Songs for Robots (2015), Wave (2019), Better in the Shade (2022) et enfin Uh Oh, album de collaborations prévu pour septembre 2025.

## Biographie

### Jeunesse et études
Patrick Watson naît en 1979 à Lancaster (Californie) d'un père pilote d'essai, et d'une mère infirmière, tous deux canadiens. Un an après sa naissance, sa famille s'installe à Hudson, au Québec, où il grandit avec ses cinq frères et sœurs. Il a ses premières expériences en tant que chanteur dès l'âge de six ans, au sein de la chorale d'une église de la ville,. Sa famille, sans être mélomane, l'ouvre à la musique : son père écoute des chansons écossaises, sa mère joue du piano. Ils possèdent des albums des Beatles, de Bob Dylan, de musique classique, d'opéra et de Mozart, et ses frères écoutent Supertramp, Pink Floyd, Tears for Fears… Mais la musique qui marque le plus son enfance est la bande originale du film Empire du soleil, composée par John Williams et qui, selon ses dires est « une des plus belles mélodies qui ait jamais été écrite. »
Dès l'âge de sept ans, le jeune Watson passe ses nuits sur le piano de sa mère, à improviser pendant des heures, ce qui conduit ses parents à l'inscrire au conservatoire. Sa dyslexie le handicape dans l'apprentissage des partitions, mais il n'abandonne pas pour autant et suit pendant sept années des cours. Il compose et joue ses premières musiques à huit-neuf ans ; une, notamment, est dédiée à la mort de la mère d'un ami. En parallèle, il découvre le jazz à l'âge de treize ans par l'intermédiaire du père de son meilleur ami, qui jouait de la batterie. Après le conservatoire, âgé de quatorze ans, il se met à suivre des cours de jazz où ses professeurs l'aident à faire beaucoup de progrès.
Watson est instruit au Lower Canada College, et commence sa carrière musicale au cours de ses années d'études secondaires en rejoignant un groupe de ska-jazz appelé Gangster Politics, dans lequel il est claviériste. Il apparaît sur deux de leurs albums au tournant des années 2000,, notamment leur LP Gangster Politics paru en 1988 sous le label Stomp Records. C'est durant cette période qu'il assiste à ses premiers concerts, dont celui de Harry Connick Jr. et du groupe Godspeed You! Black Emperor qui change profondément sa vision de la scène.
Watson obtient son diplôme du secondaire à dix-neuf ans, et découvre à la même époque plusieurs artistes, notamment Björk et Arvo Pärt. Par la suite, il étudie la musique au Collège Vanier à Montréal, où il reçoit une formation classique de pianiste, étudie le jazz, la composition et l'arrangement.

### Carrière solo

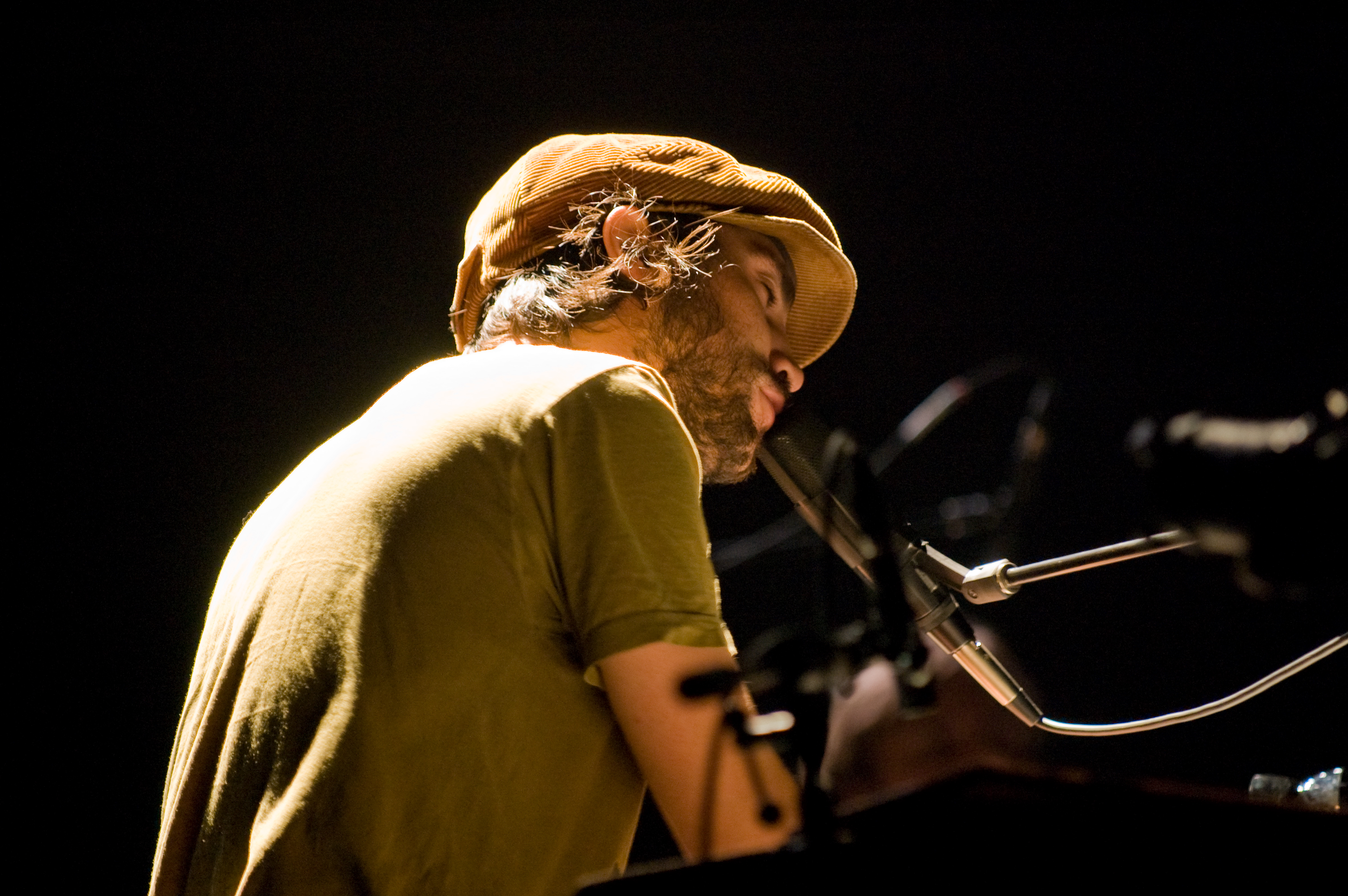
Patrick Watson en 2007.

À l'âge de vingt ans, Patrick Watson rencontre la photographe Brigitte Henry, avec qui il lance un concept associant musique et images, un livre-cd intitulé Waterproof/Portraits sous l'eau. De ce livre de photos il tire son premier disque solo en 2001, Waterproof9.
En 2007, Patrick Watson participe en solo (chant, piano et écriture) à l'album Ma fleur des Britanniques de The Cinematic Orchestra. Il y interprète les titres suivants : To Build a Home, Music Box, Into You, Breathe, That Home. Cet album est paru au printemps 2007.
Au cours de sa carrière, Watson compose plusieurs bandes originales : celle du film C'est pas moi, je le jure ! (réalisé par Philippe Falardeau et sorti en 2008), du film Mères et filles (réalisé par Julie Lopes-Curval et sorti en 2009), du film Les Quatre Soldats (réalisé par Robert Morin et sorti en 2013), du film La Neuvième Vie de Louis Drax, réalisé Alexandre Aja et sorti en 2016, ou encore les mélodies Noisy Sunday, et Turn Into The Noise composées pour la série The Walking Dead.

### Influences
Patrick Watson se dit très influencé par Claude Debussy et Maurice Ravel, mais aussi Erik Satie. En musique contemporaine, les artistes qu'il mentionne le plus dans ses inspirations sont Björk, Sufjan Stevens, les groupes Beirut, Godspeed You! Black Emperor et Rachel's, et les groupes britanniques The Beatles, Radiohead, Pink Floyd et Nick Drake,.
Watson, dont le style comporte des influences de cabaret pop et de musique classique combiné à du rock indépendant, a été comparé à Rufus Wainwright, Andrew Bird, et Jeff Buckley à cause de son expérimentation musicale.

## Patrick Watson (groupe)

### Formation et débuts (2002 – 2006)
Patrick Watson, anciennement Patrick Watson and the Wooden Arms, est un groupe de rock indépendant canadien, originaire de Montréal, au Québec. Formé en 2002, le quatuor porte le nom de son chanteur et parolier. À ce jour, il a fait paraître sept albums.

Incapables de s'entendre sur le choix d'une autre appellation, les membres du groupe garderont le nom du chanteur pour leurs projets futurs, comme Watson le raconte lui-même au cours d'une interview avec MusicOMH en août 2007 :
« En tant que groupe, nous nous appelons Patrick Watson. Tout a commencé il y a quelques années, quand on nous a demandé de faire de la musique pour accompagner un livre de photographie. Après avoir créé un CD pour accompagner toutes ces images, nous avons pensé qu'il serait certainement amusant de le faire en live, et ça a très bien fonctionné et on a paniqué. Nous ne pensions pas vraiment que nous allions être un groupe à ce moment-là, mais sur une période de cinq ou six ans, nous sommes arrivés à un point où il était devenu très difficile de changer de nom. C'était difficile de trouver un nom qui nous convenait, d'autant plus que nous avions un style de musique si éclectique. »
Just Another Ordinary Day, leur premier album, suscite un certain intérêt sur la scène locale lors de sa sortie en 2003. D'abord cantonnés à Montréal, le quatuor se met à se représenter à travers tout le Canada, et attire l'attention de l'industrie musicale, notamment l'intérêt du Cirque du Soleil qui souhaite à cette époque fonder une maison de disques : en 2004, le Cirque leur offre une bourse pour organiser un séjour à New York où le quatuor a l'occasion de commencer à travailler sur la composition de leur nouvel album. Sont alors écrites les chansons Sleepy Beauty et Mr. Tom de leur futur Close to Paradise. La fermeture du label du Cirque à leur retour de New York les empêche de faire paraître dans la foulée ce nouvel album, qu'ils continuent à développer. Dans les mois qui suivent, le groupe organise une nouvelle retraite créative à Vale Perkins, dans les Cantons de l'Est, où sont composées les chansons Slip Into Your Skin, The Storm et Luscious Life.
En 2005, le quatuor élit domicile pendant trois mois dans une église abandonnée située au coin de la rue Saint-Denis et de l'avenue Viger à Montréal. Il y déplace son studio d'enregistrement, où s'alternent alors des sessions de travail et de grandes fêtes organisées. À la fin de l'année, Watson et sa band entrent au Breakglass Studio (en) pour finaliser l'enregistrement de leur album. Brigitte Henry reste proche du groupe : on lui doit en effet la pochette de Close to Paradise et la réalisation du vidéoclip du premier extrait, Drifters. Elle avait déjà conçu l'univers graphique du site consacré à la présentation de l'album Just Another Ordinary Day en 2003.
À l'été 2006, le groupe fait la première partie de plusieurs spectacles de James Brown en Europe. Il partage aussi la scène avec Philip Glass, ouvre pour Gonzales et The Dears. Patrick Watson participe au Festival d'été de Québec, au premier festival Osheaga et remporte le prix Étoile Galaxie pour la « qualité de la performance » au Festival de Musique Émergente (FME) de Rouyn-Noranda en 2006.

### DeClose to ParadiseàWooden Arms(2006 – 2009)

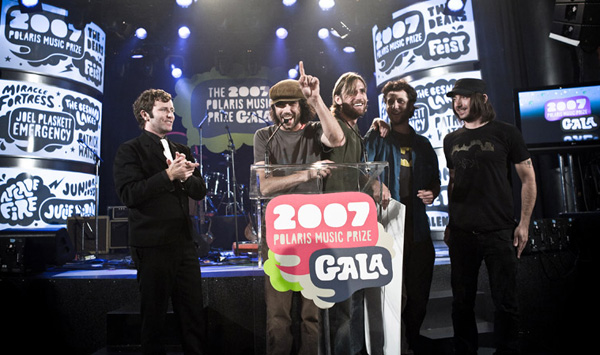
Le groupe au gala du Prix de musique Polaris en 2007.

Le 26 septembre 2006 paraît Close to Paradise. Acclamé par la critique, l'album est certifié or : en 2007, il est nommé dans quatre catégories du prix Félix puis remporte le Prix de musique Polaris,,,, qui lui offre un rayonnement considérable et un intérêt tout nouveau de la part de la presse internationale, dont les journaux The Guardian ou encore Spin qui en font la critique.
À la suite de la sortie de Close to Paradise, qui apporte une reconnaissance mondiale à Watson, sa bande et à leur nouveau label Secret City Records, une tournée longue d'un an et demi est organisée et le groupe est invité dans plusieurs festivals, notamment le Festival international de jazz de Montréal. Mais cette période intense éreinte les membres du groupe.
En juin 2008, Patrick Watson s'associe avec Karkwa pour organiser un concert de rock en duo : appelé le Karakwatson, le show prend place au Grand Théâtre de Québec ainsi qu'au National,.
Le 28 avril 2009, le quatuor sort son troisième album studio, Wooden Arms, qui est nommé au Prix de musique Polaris de 2009. Cet album diffère de Close to Paradise par son élaboration plus expérimentale : l'emploi d'objets inhabituels pour la création de nouveaux sons dans leurs mélodies, notamment l'utilisation de sonnailles pour le titre Tracy's Waters, d'un vélo pour Beijing ou encore de deux cuillères sur une guitare acoustique par Robbie Kuster pour Man Like You. Deux chanteuses sont invitées pour chanter en duo avec Watson sur l'album : Lhasa de Sela pour le titre Wooden Arms, et la montréalaise Katie Moore pour Big Bird In A Small Cage.

### Tournées etAdventures In Your Own Backyard(2010 – 2014)
À la suite de la sortie de Wooden Arms, le groupe organise plusieurs tournées hors-Canada : avec le soutien de la compagnie musicale chinoise Split Works, il se rend à Pékin en 2010, puis au festival South by Southwest à Austin (Texas) en 2012, où il est nommé par le Rolling Stone comme l'un des 25 artistes à ne pas manquer.

L'enregistrement de leur quatrième album studio, Adventures In Your Own Backyard, commence en 2011 dans un home studio situé à côté de l'appartement de Watson, dans le quartier du Plateau-Mont-Royal à Montréal, puis sort le 17 avril 2012. Il marque le « terme d'un cycle », selon les mots de Watson, ainsi que le changement subtil des inspirations du groupe, qui se détache de sonorités expérimentales au profil de mélodies plus simples, traditionnelles et intimes. Dans Adventures In Your Own Backyard, c'est avant tout l'émotion ressentie qui est mise en avant plutôt que les matériaux mis à contribution pour la création de la mélodie. Le titre de l'album reflète cette intimité familière : l'arrière-cour représente l'exotisme que l'on peut retrouver chez soi, mais aussi la dimension cachée et implicite de nos vies, ce qui circule au sein de nos esprits, de l'environnement privé, des relations intimes et de l'imaginaire. Pour Watson :
« Adventures In Your Own Backyard suggère carrément l'aventure à domicile. »
Les concerts qui suivent la sortie de ce quatrième album se veulent alors « moins chargé et plus cohésif », avec notamment la réduction de l'orchestre d'accompagnement, pour laisser une plus grande expression du groupe et conserver une intimité, un minimalisme et une proximité avec le public.

### Love Songs for Robots(2015 – 2018)
Le 12 mai 2015, le groupe publie leur cinquième album studio, Love Songs for Robots. À contrario d'Adventures In Your Own Backyard qui avait été enregistré à Montréal, une partie de cet album est enregistrée aux Capitol Studios, à Los Angeles. La pochette est conçue par Clyde Henry Productions à partir d'un design graphique réalisé par Tarik Mikou représentant un robot avec une ampoule électrique en guise de tête et vêtu de plumes rouges. Ce visuel a inspiré les chansons et paroles au groupe ; en résulte un album fortement inspiré de la sience-fiction, et Watson cite notamment Blade Runner de Ridley Scott. C'est aussi la première fois que quelques tonalités électroniques sont apportées dans l'instrumentation, prémices des futurs créations du groupe. Le titre Good Morning Mr. Wolf est dédié à Jean Leloup.
C'est avec Love Songs for Robots que le nouveau guitariste du groupe, Joe Grass, fait son apparition. Il remplace alors Simon Angell, qui a préféré se consacrer à son groupe Thus Owls,.
Love Songs for Robots est nommé dans la liste longue du prix de musique Polaris 2015.
Le 20 novembre 2018, le groupe sort un single, Mélancolie, coécrit et chanté en duo avec Safia Nolin.

### DeWaveàBetter in the Shade(2019 – 2022)
En amont de la sortie de l'album Wave prévu pour 18 octobre 2019, plusieurs singles sont dévoilés : Broken, tout d'abord, sorti en 2017, puis le Melody Noir, sorti en 2018, qui est inspiré d'un morceau de Simon Díaz et qui accumule près de 4 millions d'écoutes, puis Dream for Dreaming, sorti en 2019 et dont le clip met en scène la journée d'une marionnette désabusée,. Ce nouvel album se démarque des précédents par sa tonalité plus calme, intime et mélancolique : les chansons, plus dramatiques, sont marquées par les récents deuils de Watson,. Wave est un grand succès critique et marque le départ du batteur du groupe, Robbie Kurster.
Le 4 mars 2021, Watson dévoile une reprise de Que reste-t-il de nos amours ? de Charles Trenet, qui résumait parfaitement selon lui ce que les gens ressentaient en cette période de pandémie.
La sortie surprise de l'EP A Mermaid in Lisbon le 17 juin 2021, dans la continuité des deux albums précédents, accroît l'emploi de tonalités électroniques : les trois chansons, Se tu soubesses, A Mermaid in Lisbon (chantées en duo avec l'autrice-compositrice portugaise Teresa Salgueiro) et Can't Stop Staring at the Sun, tiennent leurs influences d'un voyage de Watson à Lisbonne,,.
Le septième album du groupe, Better in the Shade, sort le 22 avril 2022 : les compositions de cet album-ci, marquées par la pandémie de Covid-19, mettent l'accent sur une utilisation plus importante d'instruments électroniques, notamment le synthétiseur modulaire. Le single Height of the Feeling est coécrit et chanté avec la chanteuse Ariel Engle (en) (La Force). Les mélodies Ode to Vivian et Little Moments sont dédiées à la photographe Vivian Maier, et Blue parle de « notre dépendance aux blues ». L'album puise aussi son inspiration dans plusieurs œuvres littéraires, parmi lesquelles les romans Fever Dream de Samanta Schweblin et Les Vagues, de Virginia Woolf. Watson lui-même reconnaît que la littérature est importante pour la rédaction de paroles, et admet que « si tu ne lis pas, tu ne peux pas écrire. »

### Le temps des collaborations musicales etUh Oh(2023 – 2025)
À partir de 2023, Patrick Watson participe à plusieurs featurings avec d'autres artistes, notamment avec la chanteuse polonaise Hania Rani sur le morceau « Dancing with Ghosts » issu de son album Ghosts,,, ou encore avec le rappeur français Georgio sur son titre Les Alizés,.
En février 2024, Patrick Watson rejoint Charlotte Cardin lors de l'un de ses concerts, ainsi que Devon Portielje, chanteur du groupe montréalais Half Moon Run, pour deux chansons : Je te laisserai les mots et Next to you.
Le 15 octobre 2024, il sort un nouveau titre intitulé Silencio, en collaboration avec November Ultra : la chanson, enregistrée dans un loft à Montmartre, est inspirée d'un épisode de trois mois durant lequel il avait perdu la voix,,. Le 27 février 2025, Watson annonce sur son compte Instagram l'arrivée d'un prochain album comprenant de nombreuses collaborations avec d'autres artistes. Le lendemain, il fait paraître un premier single, Gordon in the Willows, en featuring avec la chanteuse québécoise Charlotte Cardin, avec qui il avait déjà travaillé sur la chanson Next to You issue de son album 99 Nights. En avril de la même année, Watson collabore avec le groupe Lamomali sur leur titre Secret Garden issu de leur dernier album Totem.  
Le 4 juin, il fait paraître un nouveau single issu de son futur album, Peter and the Wolf. Simultanément, il annonce la date de sortie et le nom de cet album : Uh Oh, prévu pour le 26 septembre 2025. 

## Médias

### Publicité
Par le biais de publicités, Patrick Watson fait découvrir son deuxième album Close to Paradise : en 2010, leur chanson The Great Escape est utilisée pour Tropicana, et en mars 2013 Big Bird In a Small Cage est intégrée dans la publicité de Tourisme Îles-de-la-Madeleine.
Le titre Lighthouse est réutilisé dans une publicité d'Ikea pour le Royaume-Uni.

### Films et séries
La chanson The Great Escape est utilisée dans les films Struck by Lightning et Les Châteaux de sable. Elle est aussi utilisée dans le seizième épisode de la troisième saison de Grey's Anatomy, dans l'épisode 8 de la deuxième saison de Les Beaux Malaises, dans l'épisode 4 de la première saison de Luna Park, dans l'épisode 10 de la deuxième saison de World of Jenks (en) et dans le spectacle de Jacques Gamblin (mise en scène par Anne Bourgeois en 2010), Tout est normal, mon cœur scintille,.
La chanson Slip Into Your Skin est utilisée dans l'épisode 13 de la première saison de Lost Girl, et la chanson Summer Sleeps dans le neuvième épisode de la première saison de Continuum. La chanson Drifters, elle, est utilisée dans l'épisode 2 de la première saison de La Vie en face.
La chanson Man Like You est utilisée dans le film C'est pas moi je le jure ! de Philippe Falardeau. La chanson Big Bird in A Small Cage est utilisée dans le huitième épisode de la première saison de Les Pêcheurs, dans l'épisode 16 de la deuxième saison de Private Practice, et dans le film Et (beaucoup) plus si affinités (2013).
La chanson To Build a Home (chantée par Patrick Watson et composée par The Cinematic Orchestra) est utilisée dans le premier épisode de la quatrième saison de Grey's Anatomy. Elle est aussi utilisée dans le film L'Arbre de Julie Bertuccelli, dans le film Polytechnique de Denis Villeneuve, dans l'épisode 13 de la cinquième saison de Orange is the New Black et dans l'épisode 5 de la deuxième saison de Friday Night Lights. To Build a Home clôture aussi l'épisode 13 de la deuxième saison de la série This is Us.
La chanson Lighthouse est utilisée dans les films Yves Saint Laurent (2012) et Celles qui restent (en) (2019), mais aussi dans l'épisode 18 de la troisième saison de Blacklist, dans l'épisode 1 de la quatrième saison de Haven et dans l'épisode 11 de la première saison de Saving Hope. Le titre Adventures in Your Own Backyard, lui, est utilisé dans l'épisode 19 de la quatrième saison de 90210 Beverly Hills : Nouvelle Génération. La chanson Noisy Sunday est utilisée dans le premier épisode de la troisième saison de The Walking Dead, dans l'épisode 13 de la quatrième saison de Parenthood et dans le film Les Châteaux de sable. Les chansons Lighthouse, Blackwind et Into Giants sont utilisées dans le film Et (beaucoup) plus si affinités, sorti en 2013. La chanson Words in the Fire, elle, est utilisée dans l'épisode 5 de la première saison de Saving Hope.
La chanson Turn Into The Noise est utilisée dans le trailer et dans l'épisode 9 de la deuxième partie de la cinquième saison de The Walking Dead. La chanson Good Morning Mr. Wolf dans l'épisode 10 de la troisième saison de Ray Donovan. La chanson Love Songs for Robots est utilisée dans l'épisode 4 de la troisième saison de Lovesick et dans l'épisode dix de la quatrième saison de Saving Hope.
La chanson Broken est utilisée dans la bande-annonce du film Sauver ou périr, sorti en 2018, ainsi que dans plusieurs séries, notamment : dans l'épisode 10 de deuxième saison de Associées pour la loi, dans l'épisode 4 de Tiny Pretty Things (en), dans l'épisode 4 de la première saison de God Friended Me, dans l'épisode 2 de la deuxième saison de The Gifted, dans l'épisode 18 de la quatorzième saison de Grey's Anatomy, dans l'épisode treize de la première saison de Good Doctor et dans l'épisode 2 de la première saison de Seule contre tous,. La chanson Turn Out the Lights est utilisée dans l'épisode 5 de la deuxième saison de Shrill. La dernière chanson de l'album Wave, Here Comes The River, est utilisée dans l'épisode 4 de la cinquième saison de New Amsterdam et dans l'épisode six de la première saison de The Walking Dead: World Beyond.
Dans le cadre du film Perfect Days de Wim Wenders, sorti en 2023, Watson a enregistré une reprise en piano solo de Perfect Day du chanteur américain Lou Reed. La chanson est dévoilée le 21 février 2024.

### Réseaux sociaux
La chanson Je te laisserai des mots connaît un énorme succès sur les réseaux sociaux tels que TikTok et Instagram à partir de 2022. Cette musique devient la chanson québécoise francophone la plus écoutée de tous les temps sur Spotify. En décembre 2024, Je te laisserai des mots devient la première chanson francophone à dépasser le milliard d'écoutes sur Spotify,. La chanson est reprise au même moment par le chanteur français Emmanuel Emo dans une version épique à la guitare.

## Membres

### Membres actuels
- Patrick Watson : voix, piano
- Joe Grass : guitare
- Mishka Stein : basse
- Olivier Fairfield : batterie

### Anciens membres
- Simon Angell : guitare (remplacé par Joe Grass[7])
- Robbie Kuster : batterie

## Discographie

### Singles
- Sit Down Beside Me (2010)
- Je te laisserai des mots (2010)
- Mélancolie (Featuring Safia Nolin) (2018)
- Lost With You (2020)
- Que reste-t-il de nos amours ? (reprise de Charles Trenet) (2021)
- Perfect Day (reprise au piano de Lou Reed) (2024)
- Silencio (Featuring November Ultra) (2024)
- Gordon in the Willows (Featuring Charlotte Cardin) (2025)
- Peter and the Wolf (2025)

### Bandes originales
- 2008 : C'est pas moi, je le jure ! de Philippe Falardeau[3]
- 2009 : Mères et filles, de Julie Lopes-Curval
- 2013 : Les Quatre Soldats, de Robert Morin
- 2016 : La Neuvième Vie de Louis Drax, d'Alexandre Aja[6]
- 2023 : Essex County (en), série télévisée d'Adrew Cividino, adaptée de la BD de Jeff Lemire